# Joao Rodríguez
Joao Leandro Rodríguez González (Cali, Colombia; 19 de mayo de 1996) es un futbolista colombiano. Juega como extremo y su equipo actual es el Deportes Quindío de la Categoría Primera B de Colombia.

## Trayectoria

### Inicios en Deportes Quindío y vinculación con el Chelsea
Su carrera deportiva nació en 2011 en la escuela de fútbol Boca Juniors de Cali siendo recomendado por su padre, el exjugador José Manuel "El Willy" Rodríguez. Luego fue transferido al Deportes Quindío para integrarse a las inferiores del club con 15 años, siendo esto simultáneo a su convocatoria para jugar el Campeonato Sudamericano Sub-15 de 2011 disputado en Uruguay.
Luego de disputar el Sudamericano Sub-15 en Uruguay, donde fue figura y marcó 4 goles, viajó a Inglaterra para hacer pruebas en las inferiores del Chelsea en la categoría Sub-16 donde finalmente logró quedarse. Durante su estadía en Inglaterra, durante su periodo de prueba, integró algunas convocatorias con el primer equipo del Chelsea. Como en el país inglés no se le estaba permitido a los equipos darles un permiso de trabajo a los menores de edad, fue cedido a préstamo por un año y medio al Deportes Quindío para jugar y ganar ritmo de competencia. Durante su nueva etapa en el club integró las convocatorias con el primer equipo del Quindío para el segundo semestre, llegando a debutar a los 16 años. Aunque volvió como rutilante figura, Joao solo disputó 5 partidos con el Quindío en ese año y medio de cesión. Luego regresó al Chelsea para sumarse a sus divisiones inferiores.

### Paso por Europa
Luego de finalizar su préstamo en el Quindío, regresó a Inglaterra, donde surgieron opciones para continuar su carrera en un club de la segunda división de Países Bajos y también en la liga portuguesa. Sin embargo, con el ascenso de la Uniautónoma a la primera división del fútbol colombiano, equipo dirigido por su padre, José Rodríguez, optó por jugar en calidad de cedido en el conjunto barranquillero durante seis meses, hasta julio de 2014. Su intención era integrarse al Chelsea después de la Copa Mundial de la FIFA de ese año, una vez cumpliera los 18 años. Aunque realizó la pretemporada con el equipo, su debut en la Uniautónoma se retrasó hasta la décima fecha del Torneo Apertura 2014 debido a convocatorias con la Selección Sub-20 de Colombia y molestias musculares. En su estreno marcó un gol en la victoria 4-2 de su equipo frente al Independiente Medellín, siendo este también su primer tanto como profesional.
Al cumplir los 18 años, regresó al fútbol inglés, pero debido a las regulaciones de la Federación Inglesa de Fútbol, fue cedido al Bastia de la primera división francesa por un año. Inicialmente se había acordado su cesión al Vitesse de Países Bajos, pero fue el propio jugador quien decidió frenar dicha operación.
Tras no lograr continuidad en el Bastia, Joao decidió finalizar anticipadamente su etapa en el club, y el Chelsea lo cedió al Vitória Setúbal de Portugal por el resto de la temporada.
Posteriormente, Joao fue confirmado como nuevo refuerzo del Sint-Truidense, equipo de la Primera División belga, considerado como una posible filial del Chelsea en ese país. El jugador llegó cedido por un año para trabajar bajo la dirección técnica de Yannick Ferrera. Su debut se produjo el 16 de agosto, en la cuarta fecha, durante la derrota 1-0 frente al Gante.

### Santa Fe
En julio de 2016 se confirma su cesión al club Santa Fe de la Categoría Primera A de Colombia.

### Paso por el fútbol mexicano, español y argentino
En junio de 2017 es cedido al Tampico Madero de la Liga de Ascenso de México. El 10 de noviembre marca el gol de la victoria por la mínima como visitantes sobre Cafetaleros de Tapachula.
El 12 de julio de 2018 se confirmó como nuevo jugador del Club Deportivo Tenerife de la Segunda División de España cedido por un año. Debuta el 1 de septiembre en el empate a dos goles frente al Deportivo la Coruña.
El 31 de enero de 2019, tras haber disputado 13 encuentros, 4 de ellos como titular y con un gol anotado, el club anuncia la rescisión del contrato del jugador.
En junio de 2019 es presentado como nuevo jugador del Central Córdoba (SdE) de la Primera División de Argentina. Debuta el 21 de agosto como titular anotando el único gol del partido dándole la victoria a su club como visitantes ante All Boys por la Copa Argentina. Su primer gol en la Liga fue el 10 de noviembre de tiro penal dándole la victoria a su club 3 a 2 al minuto 90 sobre Club Patronato.
El 18 de junio de 2020 es presentado como nuevo jugador del Club Necaxa de la Primera División de México.

### América de Cali
En el 2021 es anunciado como nuevo jugador del América de Cali tras varias negociaciones con los directivos del equipo 'Escarlata' llegando como hombre libre luego de su fugaz paso por el Necaxa de México el cual solo jugó 8 partidos y solo anotó un gol. Se destacó por su gol contra Millonarios en los Cuadrangulares Semifinales del Torneo Finalización. Su contrato terminó el 22 de diciembre de 2021.

### Deportes Quindío
El 24 de junio regresó a las filas del Deportes Quindío para competir en el torneo de ascenso.

## Selección nacional

### Categoría inferiores

#### Sub-15
Joao fue convocado para disputar el Campeonato Sudamericano Sub-15 de 2011 en Uruguay, donde sus grandes actuaciones con la selección (quedando subcampeones y marcando 4 goles) captaron la atención del Chelsea inglés. 
Goles internacionales
| # | Fecha      | Lugar                                                        | Rival     | Gol | Resultado | Competición              |
| - | ---------- | ------------------------------------------------------------ | --------- | --- | --------- | ------------------------ |
| 1 | 20-11-2011 | Estadio Municipal Atilio Paiva Olivera, Rivera, Uruguay      | Bolivia   | 2-0 | 3-0       | Sudamericano Sub-15 2011 |
| 2 | 28-11-2011 | Estadio Juan Antonio Lavalleja (Trinidad), Trinidad, Uruguay | Uruguay   | 0-1 | 0-1       | Sudamericano Sub-15 2011 |
| 3 | 01-12-2011 | Estadio Juan Antonio Lavalleja (Trinidad), Trinidad, Uruguay | Brasil    | 2-1 | 4-2       | Sudamericano Sub-15 2011 |
| 4 | 04-12-2011 | Estadio Juan Antonio Lavalleja (Trinidad), Trinidad, Uruguay | Argentina | 2-3 | 2-3       | Sudamericano Sub-15 2011 |

#### Sub-17
Luego de ser la figura en el Sudamericano sub-15, fue convocado para jugar el Sudamericano sub-17 donde se le asignó la dorsal número 10. Aunque la selección sub-17 llegaba con el precedente que la selección sub-17 era campeona del sudamericano de dicha categoría en ese año en Argentina (donde se desarrolló el sub-17), la selección fue eliminada en primera ronda como última del grupo producto de 3 empates y una derrota y marcando solo 1 gol.
Goles internacionales
| # | Fecha      | Lugar                                                       | Rival     | Gol | Resultado | Competición              |
| - | ---------- | ----------------------------------------------------------- | --------- | --- | --------- | ------------------------ |
| 1 | 20-11-2011 | Estadio Provincial Juan Gilberto Funes, San Luis, Argentina | Argentina | 2-1 | 3-2       | Sudamericano Sub-17 2013 |

#### Sub-20
Carlos "El Piscis" Restrepo le convoca para realizar microciclos de preparación para la categoría sub-18, dichos microciclos incluyeron la participación en los Juegos Sudamericanos del 2014 y del Torneo Esperanzas de Toulon. En el primero no podría participar porque el Chelsea (dueño de su pase) no se lo permitió, aunque la Selección Colombia ganaría la medalla de oro venciendo en la final a Argentina. En el Esperanzas de Toulon, Joao conseguiría anotar 2 goles, aunque en dicho torneo la selección tendría un pésimo rendimiento ganando 2 puntos de 12 posibles y quedando eliminada después de solo 2 fechas producto de 2 derrotas.
Fue incluido a participar en la Copa Mundial Sub-20. El 30 de mayo debuta y marca el gol de la victoria de Colombia 1-0 contra Catar.
Goles internacionales
| # | Fecha      | Lugar                                    | Rival      | Gol | Resultado | Competición                           |
| - | ---------- | ---------------------------------------- | ---------- | --- | --------- | ------------------------------------- |
| 1 | 24-05-2014 | Stade Perruc, Hyères, Francia            | Brasil     | 2-1 | 2-1       | Torneo Esperanzas de Toulon de 2014   |
| 2 | 30-05-2014 | Stade Perruc, Hyères, Francia            | Inglaterra | 1-1 | 1-1       | Torneo Esperanzas de Toulon de 2014   |
| 3 | 07-02-2015 | Estadio Centenario, Montevideo, Uruguay  | Brasil     | 0-2 | 0-3       | Sudamericano de Fútbol Sub-20 de 2015 |
| 4 | 07-02-2015 | Estadio Centenario, Montevideo, Uruguay  | Brasil     | 0-3 | 0-3       | Sudamericano de Fútbol Sub-20 de 2015 |
| 5 | 30-05-2015 | Waikato Stadium, Hamilton, Nueva Zelanda | Catar      | 0-1 | 0-1       | Copa Mundial Sub-20                   |

#### Participaciones en Suramericanos
| Mundial                     | Sede      | Resultado    | Partidos | Goles |
| --------------------------- | --------- | ------------ | -------- | ----- |
| Sudamericano Sub-17 de 2013 | Argentina | Primera fase | 4        | 1     |
| Sudamericano Sub-20 de 2013 | Uruguay   | Clasificados | 5        | 2     |

#### Participaciones en Copas del Mundo
| Mundial                     | Sede          | Resultado        | Partidos | Goles |
| --------------------------- | ------------- | ---------------- | -------- | ----- |
| Copa Mundial Sub-20 de 2015 | Nueva Zelanda | Octavos de final | 4        | 1     |

#### Participaciones internacionales
| Torneo                        | Sede    | Resultado      | Partidos | Goles |
| ----------------------------- | ------- | -------------- | -------- | ----- |
| Torneo Esperanzas Toulon 2014 | Francia | Fase de grupos | 4        | 2     |

## Estadísticas
| Deportes Quindío · Colombia                                                                                                 | 1ª            | 2012          | 5   | 0  | 0  | 0 | 0 | 0 | 5   | 0  | 0,00 |
| Deportes Quindío · Colombia                                                                                                 | 1ª            | 2013          | 0   | 0  | 0  | 0 | 0 | 0 | 0   | 0  | 0,00 |
| Deportes Quindío · Colombia                                                                                                 | Total club    | Total club    | 5   | 0  | 0  | 0 | 0 | 0 | 5   | 0  | 0,00 |
| Uniautónoma · Colombia | 1ª            | 2014          | 6   | 1  | 0  | 0 | 0 | 0 | 6   | 1  | 0,17 |
| Uniautónoma · Colombia | Total club    | Total club    | 6   | 1  | 0  | 0 | 0 | 0 | 6   | 1  | 0,17 |
| Bastia Francia | 1ª            | 2014-15       | 8   | 1  | 1  | 0 | 0 | 0 | 9   | 1  | 0,11 |
| Bastia Francia | Total club    | Total club    | 8   | 1  | 1  | 0 | 0 | 0 | 9   | 1  | 0,11 |
| Sint-Truidense · Bélgica | 1ª            | 2015-16       | 10  | 0  | 2  | 0 | 0 | 0 | 12  | 0  | 0,00 |
| Sint-Truidense · Bélgica | Total club    | Total club    | 10  | 0  | 2  | 0 | 0 | 0 | 12  | 0  | 0,00 |
| Santa Fe · Colombia · | 1ª            | 2016          | 2   | 0  | 0  | 0 | 1 | 0 | 3   | 0  | 0,00 |
| Santa Fe · Colombia · | Total club    | Total club    | 2   | 0  | 0  | 0 | 1 | 0 | 3   | 0  | 0,00 |
| Cortuluá · Colombia · | 1ª            | 2017          | 4   | 0  | 1  | 0 | 0 | 0 | 5   | 0  | 0,00 |
| Cortuluá · Colombia · | Total club    | Total club    | 4   | 0  | 1  | 0 | 0 | 0 | 5   | 0  | 0,00 |
| Tampico Madero · México ·                                                                                                   | 2ª            | 2019-20       | 21  | 7  | 2  | 1 | 0 | 0 | 23  | 8  | 0,36 |
| Tampico Madero · México ·                                                                                                   | Total club    | Total club    | 21  | 7  | 2  | 1 | 0 | 0 | 23  | 8  | 0,36 |
| C. D. Tenerife · España ·                                                                                                   | 2.ª           | 2018-19       | 13  | 1  | 0  | 0 | 0 | 0 | 13  | 1  | 0,08 |
| C. D. Tenerife · España ·                                                                                                   | Total club    | Total club    | 13  | 1  | 0  | 0 | 0 | 0 | 13  | 1  | 0,08 |
| Central Cordoba (SdE) Argentina                                                                                             | 1ª            | 2019-20       | 15  | 2  | 4  | 1 | 0 | 0 | 19  | 3  | 0,23 |
| Central Cordoba (SdE) Argentina                                                                                             | Total club    | Total club    | 15  | 2  | 4  | 1 | 0 | 0 | 19  | 3  | 0,23 |
| Club Necaxa · México · | 1ª            | 2020          | 8   | 0  | 0  | 0 | 0 | 0 | 8   | 0  | 0,0  |
| Club Necaxa · México · | Total club    | Total club    | 8   | 0  | 0  | 0 | 0 | 0 | 8   | 0  | 0,0  |
| América de Cali · Colombia ·                                                                                                | 1ª            | 2021          | 17  | 1  | 1  | 0 | 4 | 0 | 21  | 1  | 0,05 |
| América de Cali · Colombia ·                                                                                                | Total club    | Total club    | 17  | 1  | 1  | 0 | 4 | 0 | 21  | 1  | 0,05 |
| Jaguares de Córdoba · Colombia ·                                                                                            | 1ª            | 2022          | 7   | 0  | 0  | 0 | 0 | 0 | 7   | 0  | 0    |
| Jaguares de Córdoba · Colombia ·                                                                                            | Total club    | Total club    | 7   | 0  | 0  | 0 | 0 | 0 | 7   | 0  | 0,0  |
| C. A. Alvarado Argentina | 2ª            | 2022          | 5   | 0  | 0  | 0 | 0 | 0 | 5   | 0  | 0    |
| C. A. Alvarado Argentina | Total club    | Total club    | 5   | 0  | 0  | 0 | 0 | 0 | 5   | 0  | 0    |
| Los Chankas · Perú · | 2ª            | 2022          | 9   | 0  | 0  | 0 | 0 | 0 | 9   | 0  | 0    |
| Los Chankas · Perú · | Total club    | Total club    | 9   | 0  | 0  | 0 | 0 | 0 | 9   | 0  | 0    |
| Municipal Grecia · Costa Rica ·                                                                                             | 1ª            | 2024          | 0   | 0  | 0  | 0 | 0 | 0 | 0   | 0  | 0    |
| Municipal Grecia · Costa Rica ·                                                                                             | Total club    | Total club    | 0   | 0  | 0  | 0 | 0 | 0 | 0   | 0  | 0    |
| Total carrera | Total carrera | Total carrera | 107 | 13 | 10 | 1 | 5 | 0 | 122 | 14 | 0,15 |
| (1) Sin Participaciones. (2) Sin Participaciones. (3) Media de goles por encuentro. No incluye goles en partidos amistosos. |               |               |     |    |    |   |   |   |     |    |      |

## Palmarés

### Copas nacionales
| Título              | Club     | País     | Año  |
| ------------------- | -------- | -------- | ---- |
| Torneo Finalización | Santa Fe | Colombia | 2016 |

### Copas internacionales
| Título           | Club     | País  | Año  |
| ---------------- | -------- | ----- | ---- |
| Copa Suruga Bank | Santa Fe | Japón | 2016 |